# Tony Kaseta
Anthony Joseph Kaseta, detto Tony (Hamtramck, 9 settembre 1923 – Livonia, 19 gennaio 1995), è stato un cestista statunitense, professionista nella PBLA e nella NBL.

## Carriera
Giocò per una stagione nella NBL, disputando complessivamente 17 partite con 3,1 punti di media. Disputò anche 5 partite nella PBLA